# Miskei László
Miskei László (Somogyvár, 1937. március 12. – 2015. szeptember) festő.

## Életútja
Tanulmányait 1956-tól 1961-ig a Magyar Képzőművészeti Főiskolán végezte. 1992-től a Budapesti Műszaki Egyetem Építészmérnöki Karán színdinamikai szakmérnököket képez. Művei táblaképek, amelyeket kiállította 1960-tól a Fiatal Képzőművészek Stúdiója és a Magyar Képzőművészek és Iparművészek Szövetsége tárlatain. Az 1980-as évektől az építészettel kapcsolatban álló képzőművészeti műfajokkal foglalkozik.

## Válogatott csoportos kiállítások
- 1993 • Szín és építészet, Budapest Galéria, Budapest
- 1996 • Budapest vizuális arca a múltban, jelenben és a jövőben, Budapest Galéria, Budapest

## Köztéri művei
- muráliák: mozaik (1964, Siófok)
- mozaik (1968, Budapest, Vörös Csillag Traktorgyár)
- porcelánburkolat (1975, Déli pályaudvar [Blaski Jánossal], Budapest)
- műanyag secco (1982, Borsodi Sörgyár)
- tűzzománc kompozíció (1986, Borsodi Sörgyár)
- tűzzománc kép (1990, Budapest, metró)
- műanyag secco (1991, Nagykálló)

## Arculat- és színes környezettervek
- 1986-87: a Borsodi Sörgyár komplex arculat- és színdinamikai terve
- 1987: a Dunai Vasmű színdinamikai terve
- 1993-94: az Expo '96 információs rendszerének és térburkolatának terve (társszervezőkkel)
- 1995: Balatonfüred információs rendszerének terve
- 1995-97: Budapest, XIII. és XIV. ker. információs rendszerének és arculatának koncepcióterve
- 1998: Megyei Könyvtár színdinamikai terve, Veszprém
- vizuális információs rendszerek terve.

## Írásai
- A képzőművészet iskolája, Budapest, 1976
- Zugló vizuális rendszere, Budapesti Újság, 1996.